# Jago Samuri
Jago Samuri – lekki samochód rekreacyjny typu buggy, produkowany przez brytyjską firmę Jago Automotive.